# Chapelle Saint-Nicolas de Georgioúpoli
La chapelle Saint-Nicolas de Georgioúpoli (Άγιος Νικόλαος) est une chapelle chrétienne grecque-orthodoxe située sur un ilot (Ágios Nikólaos) à environ 100 mètres de la côte et de la plage de Georgioúpoli, à Georgioúpoli en Crète, en Grèce.
On peut y accéder par un chemin de pierre, parfois recouvert par la mer. Elle est dédiée à Saint Nicolas, patron des marins et constitue à ce titre un sanctuaire. Elle constitue également une attraction touristique.

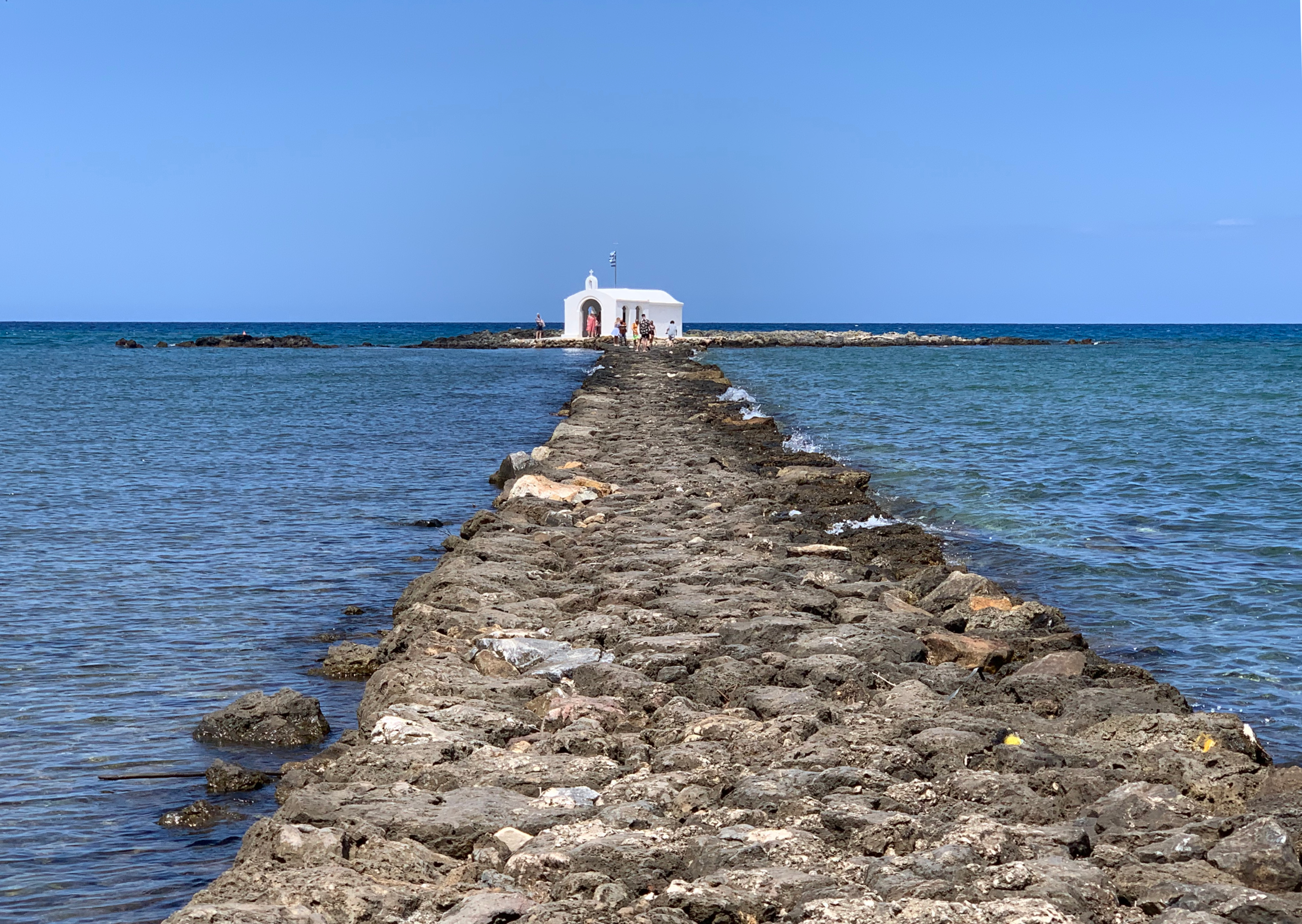
Le chemin de pierre d'accès à la chapelle.
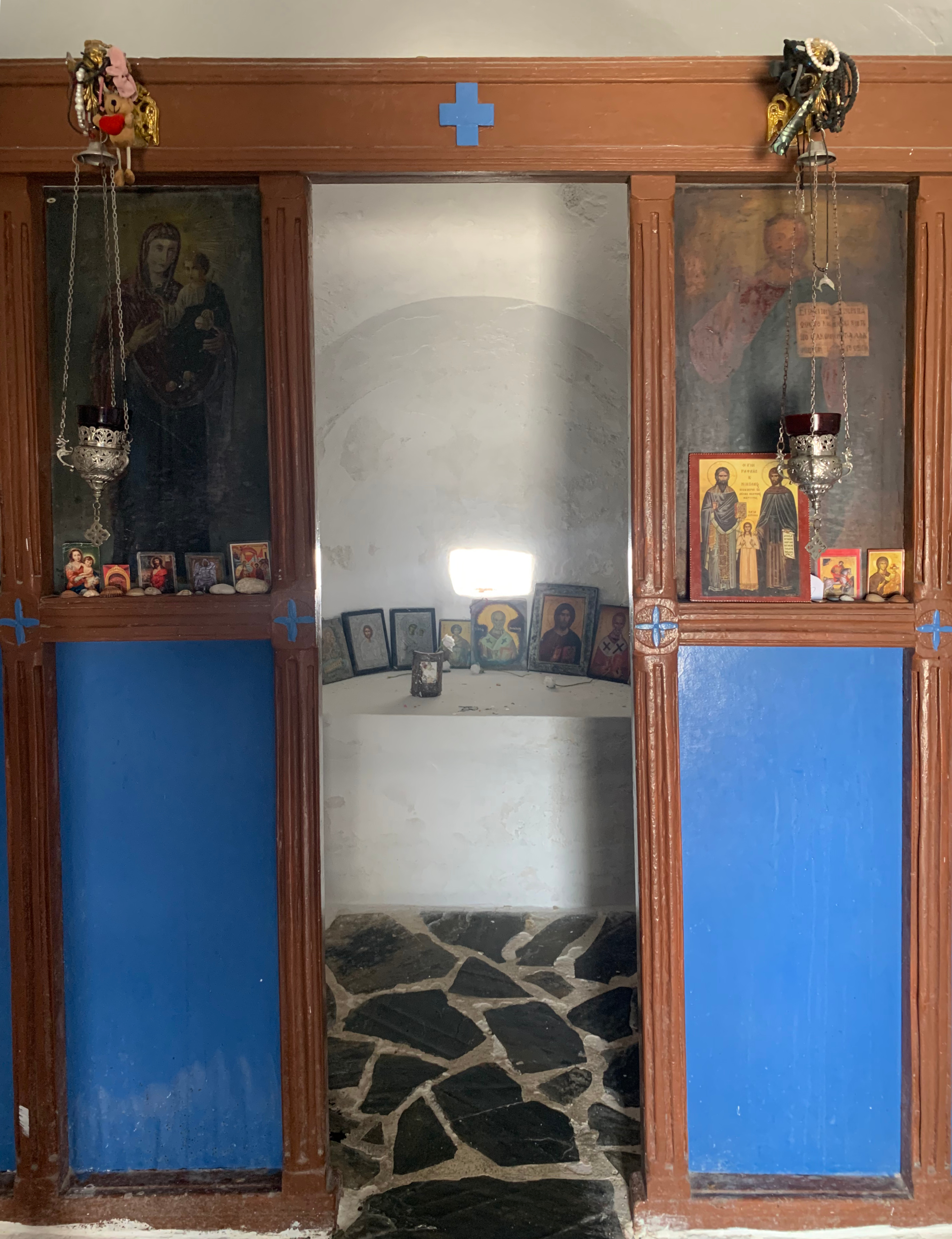
Vue intérieure de la chapelle.
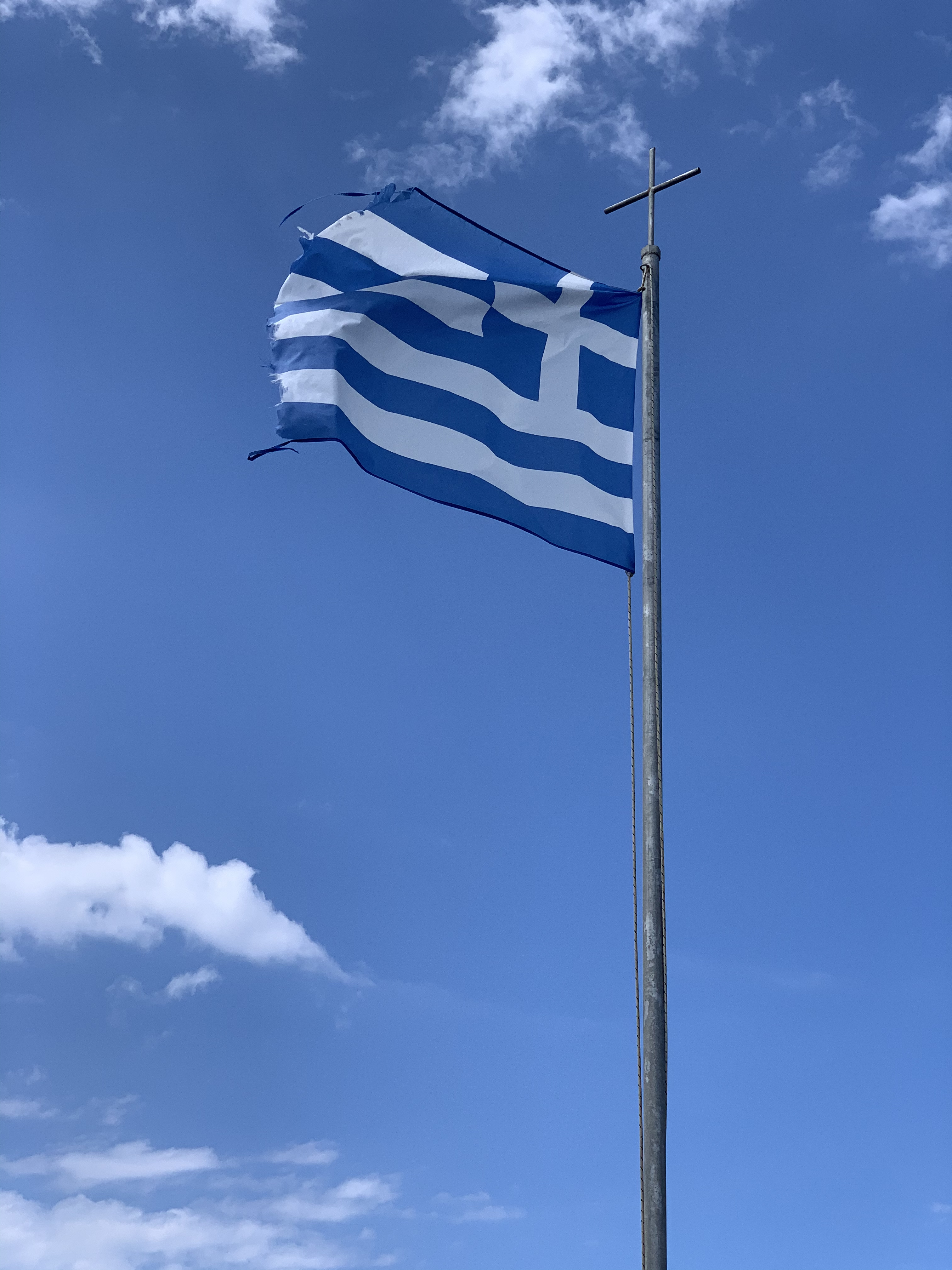
Le drapeau grec surmonté d'une croix, à proximité immédiate de la chapelle.
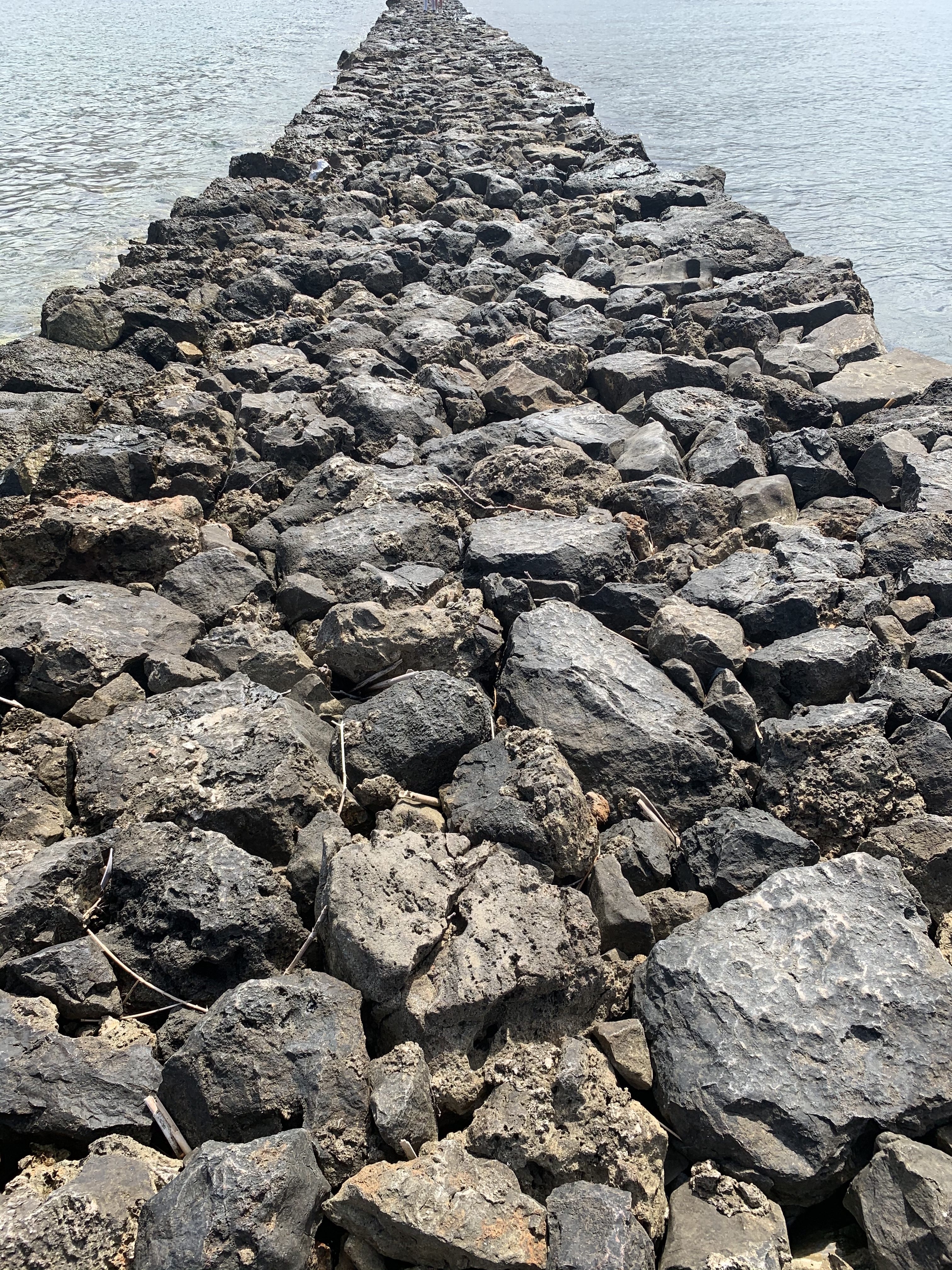
Chemin d'accès à la chapelle.